# Phasianidae
Phasianidae é uma família de aves galliformes de corpo robusto, pernas e asas curtas. O grupo é bastante variado e inclui, por exemplo, galinha, codorna, pavão, faisão, perdiz, tetraz e o peru. A família é grande e inclui 184 espécies divididas em 54 gêneros. É comumente dividida em duas subfamílias: a Phasianinae e a Perdicinae. No entanto, agora se sabe que esse tratamento é parafilético e evidências mais recentes apoiam que sua divisão se dê em três subfamílias: Rollulinae, Phasianinae e Pavoninae. Algumas vezes algumas outras famílias e aves são tratadas como parte dessa família, por exemplo, na União Americana de Ornitologia incluem os Tetraonidae, Numididae e Meleagrididae como subfamílias incluidas em Phasianidae.

## Descrição
Os fasianídeos são aves terrestres. Elas pesam geralmente entre 43g (no caso da Codorna rei) até 6 kg (no caso do Pavão-azul. Se incluirmos os perus (que geralmente é classificado em uma família separada) e considerarmos que um peru selvagem pesado pode chegar a pesar 17 kg, este seria a ave mais pesada. O comprimento nesta família taxonômica pode variar de 12,5 cm na codorna rei até 300 cm no pavão verde(se considerarmos sua cauda), assim, eles superam até mesmo os verdadeiros papagaios em diversidade de comprimento dentro de uma família de pássaros. São geralmente rechonchudos, com asas largas e relativamente curtas e pernas poderosas. Muitos têm um esporão em cada perna, principalmente galos, faisões, perus e pavões. Em outros, como codornizes e perdizes, as esporas se reduziram a quase nada. Outros chegam a ter duas esporas em cada perna, como os Francolins e o Faisão-eperonier.

### Dimorfismo sexual
Geralmente, o dimorfismo sexual é grande nas aves maiores, com os machos sendo maiores que as fêmeas. Os machos das espécies galiformes maiores costumam ostentar uma plumagem de cores vivas, bem como ornamentos faciais, como pentes, barbelas e/ou cristas.

## Gêneros
| - Afropavo - Agriocharis - Alectoris - Ammoperdix - Anurophasis - Arborophila - Argusianus - Bambusicola - Bonasa - Caloperdix - Campocolinus - Catreus - Centrocercus - Chrysolophus - Coturnix - Crossoptilon - Dendragapus - Excalfactoria | - Francolinus - Galloperdix - Gallus - Haematortyx - Ithaginis - Lagopus - Lerwa - Lophophorus - Lophura - Lyrurus - Margaroperdix - Melanoperdix - Meleagris - Ophrysia - Ortygornis - Pavo - Perdicula | - Perdix - Phasianus - Polyplectron - Pternistis - Ptilopachus - Pucrasia - Rheinardia - Rhizothera - Rollulus - Scleroptila - Syrmaticus - Tetrao - Tetraogallus - Tetraophasis - Tetrastes - Tragopan - Tympanuchus - Xenoperdix |